# ON MY OWN
「ON MY OWN」（オン・マイ・オウン）は、日本のロックバンド・L'Arc〜en〜Ciel、VAMPSのボーカリストで、シンガーソングライターであるHYDEの3作目の配信シングル。2021年4月9日発売。発売元はVirgin Music。

## 解説
前作「DEFEAT」から約3ヶ月ぶりとなるシングルで、同作以来3作目となる配信シングル。
本作の表題曲「ON MY OWN」は、シンセサイザーのデジタルなサウンドと、ヘヴィなリフが印象的なハードコアを融合した楽曲になっている。なお、この曲は2021年4月6日から読売テレビ系列で放送されたテレビアニメ『MARS RED』のエンディングテーマに使用されている。また、この曲は、前記のテレビアニメが吸血鬼を題材とした作品であったことを踏まえ、ヴァンパイアの気持ちに寄り添うようなリリックを含んだ楽曲に仕上げられている。ちなみにこの曲の制作には、アメリカのポスト・ハードコアバンド、エスケイプ・ザ・フェイトのギタリストを務めるケビン・スラッシャー・ガルフトがコンポーザーとして参加している。
なお、配信日には公式YouTubeアーティストチャンネルにおいて、楽曲のフルサイズが無料公開されている。また、配信開始から約2週間後の2021年4月28日には、上記テレビアニメの映像が全編で使われたバージョンのフルサイズ動画が公開された。

## 収録曲
| #  | タイトル      | 作詞                                                          | 作曲                                                          | 編曲                                               | 時間 |
| -- | ------------- | ------------------------------------------------------------- | ------------------------------------------------------------- | -------------------------------------------------- | ---- |
| 1. | 「ON MY OWN」 | HYDE, Kevin "Thrasher" Gruft, Aaron Edwards, Josh Wilbur, Ali | HYDE, Kevin "Thrasher" Gruft, Aaron Edwards, Josh Wilbur, Ali | Kevin "Thrasher" Gruft, Aaron Edwards, Josh Wilbur | 3:39 |

## タイアップ
ON MY OWN
- 読売テレビ系アニメ『MARS RED』エンディングテーマ[2]

## 参加ミュージシャン
- HYDE：Vocal
- Kevin "Thrasher" Gruft, Aaron Edwards, Josh Wilbur：Arrangement & Instruments

## 収録アルバム
- 『HYDE［INSIDE］』 (#1)